# Rathenower Brachymedialfernrohr

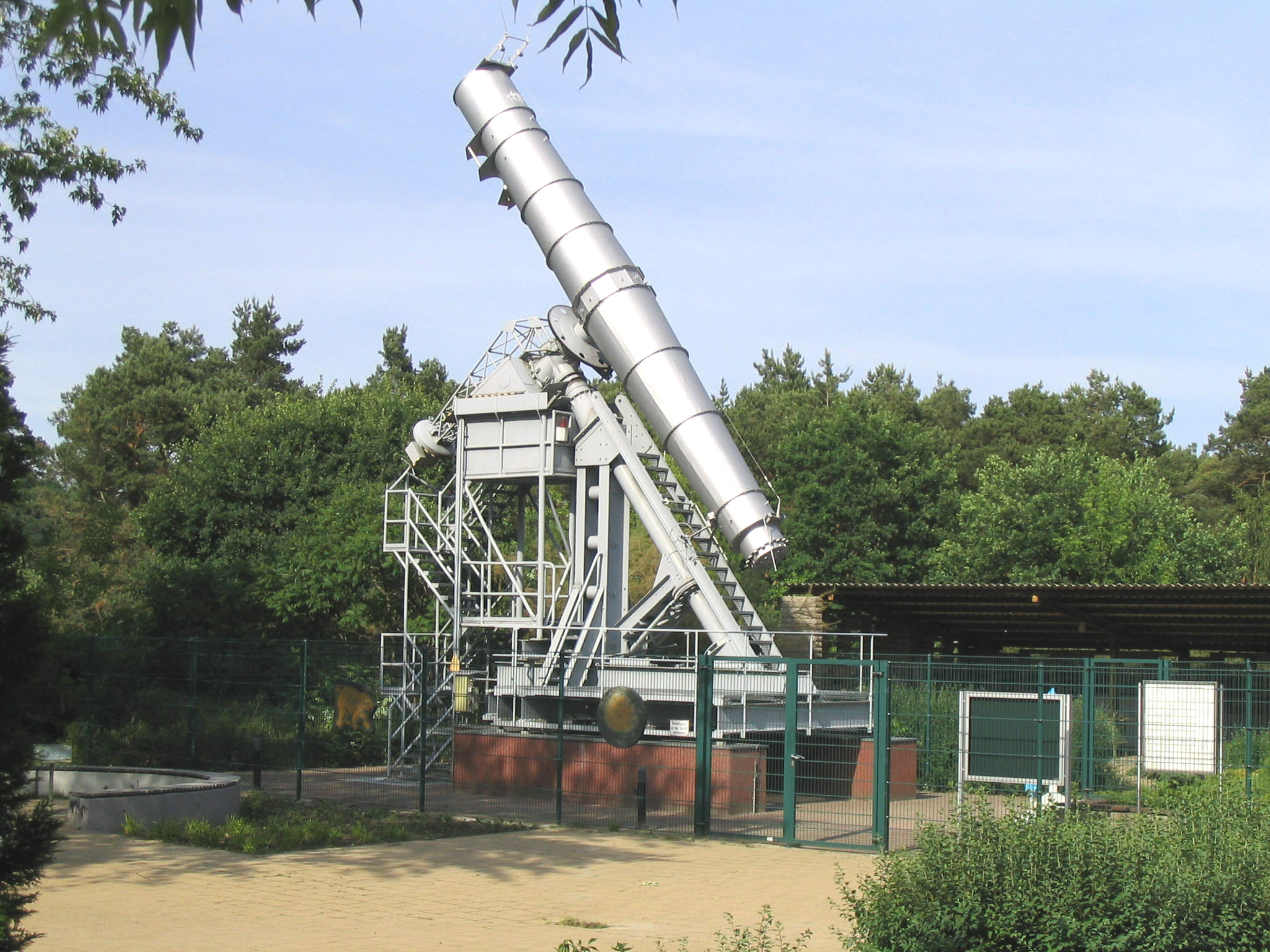
Das Rathenower Brachymedial-Fernrohr auf dem Gelände der Bruno-H.-Bürgel-Schule in Rathenow-Ost

Das Rolfsche Riesenfernrohr in Rathenow ist ein Schupmann-Medial-Fernrohr und mithin streng genommen kein Refraktor, wie sein Konstrukteur Edwin Rolf selbst sagt, sondern ein Hybrid aus Spiegel- und Linsenfernrohr. Zumindest war dies das Konzeptionsziel von Ludwig Schupmann (1899).

## Schupmann-Mediale
Optische Systeme haben stets Abbildungsfehler: Bei Spiegeln sind es geometrische Verzerrungen, bei Linsen sind es (durch die Physik der Brechung) Farbfehler. Bei astronomischen Beobachtungen von hellen Objekten stören vor allem Letztere: Die weiße Venus mit einem roten und einem blauen Farbsaum sieht unschön aus und bei der visuellen Kartierung des Mondes können diese Fehler sogar zu optischen Täuschungen führen bzw. einen Eindruck von Unschärfe hinterlassen.
Je nach astronomischen Beobachtungsschwerpunkt bzw. Forschungsobjekt ist entweder die eine Sorte Fehler störender oder die andere. Die Geschichte der Fernrohre in der Astronomie beschreibt Alexander von Humboldt (Kosmos-Vorlesungen) im 19. Jahrhundert daher als eine Art Wettlauf, bei der mal die Linsen und mal die Spiegel die Nase vorn haben. Schupmann wollte diesen Wettlauf durch einen Kompromiss entscheiden.

### Mediale (Hybride)
Schupmann zielte mit seinen Entwürfen darauf ab, Linsen und Spiegel dergestalt zu kombinieren, dass sie jeweils die Fehler des anderen korrigieren. In einer Zeit, als Altgriechisch und Latein zum Abitur verpflichtend waren, nannte er seinen Fernrohrtyp daher „Medial~“, von „medium“ (lateinisch „Mitte“), weil sie – nach seinen Worten – ein Mittelding zwischen Spiegel- und Linsenteleskopen lagen. Wir würden das heute „hybrid“ nennen.

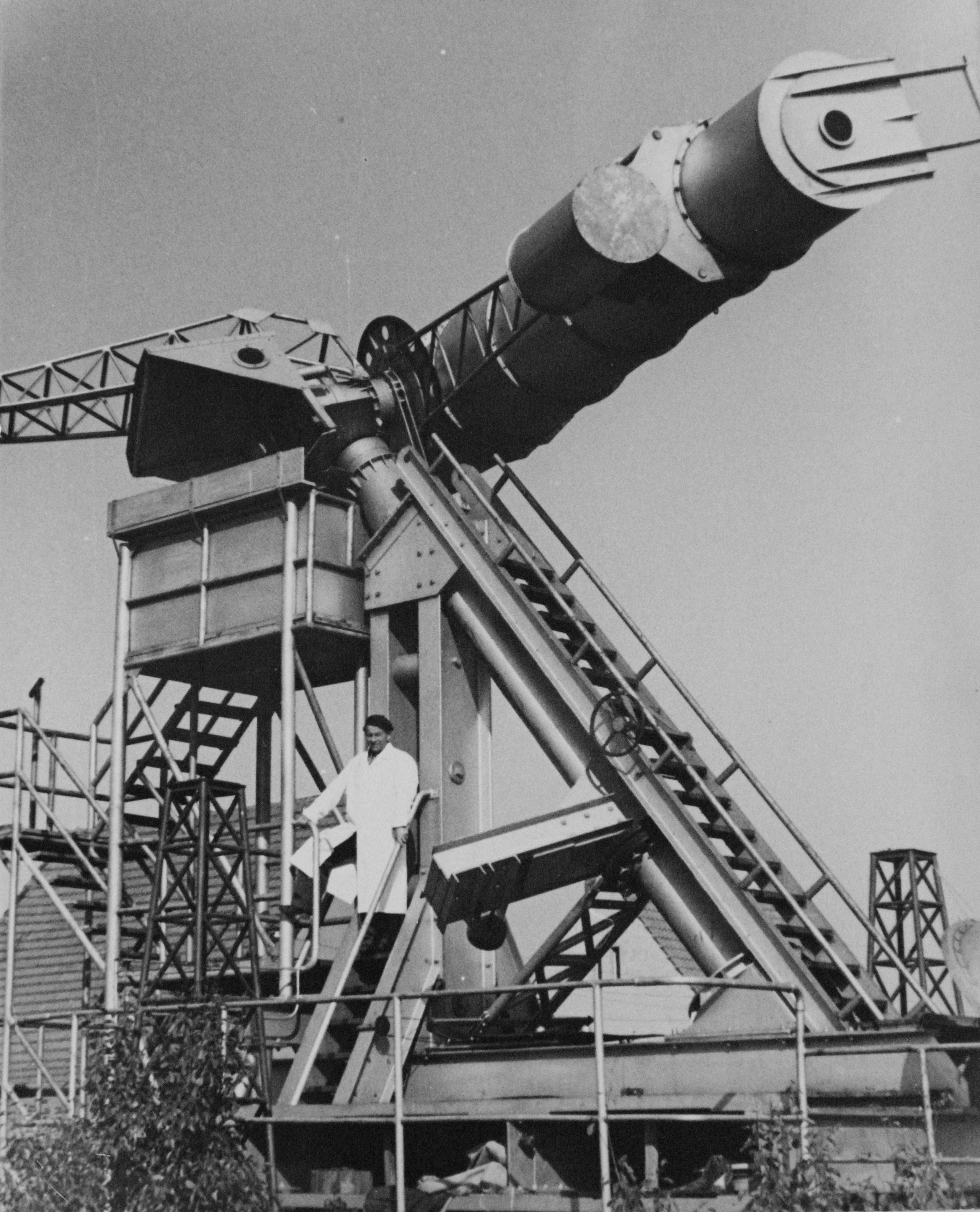
Edwin Rolf (um 1953) vor seinem „verkürzten Hybrid-Fernrohr“ (Brachymedial)

### Brachymediale (verkürzte Mediale)
Beim „verkürzten Medialfernrohr“ (oder fachsprachlich „Brachymedial“) wird der Strahlengang mit Spiegeln so gefaltet, dass die Baulänge des Tubus enorm verkürzt werden kann. Der Vorteil dieses Instruments ist auf den ersten Blick die immense Materialersparnis (halbe Tubus-Baulänge und durch die viel dünneren Linsen auch weniger Glas, so dass insgesamt auch weniger Gewicht getragen und durch Gegengewichte ausgeglichen werden muss).
Der komplizierte Name stammt von Schupmann selbst. Er begründet das Mischwort aus einer griechischen Vorsilbe und einem lateinischen Hauptwort aus der Technik: βραχύς (brachys) bedeutet „kurz“ und „medial“ von „medium“ (Mitte) zwischen Linsenteleskop und Spiegelfernrohr. Für ihn war seine Erfindung weder ein Linsenteleskop noch ein Spiegelfernrohr, sondern ein „Mittelding“ von beidem. Würden wir heute für dieses Konzept einen Namen vergeben müssen, würden wir es vermutlich „verkürztes Hybridfernrohr“ nennen.

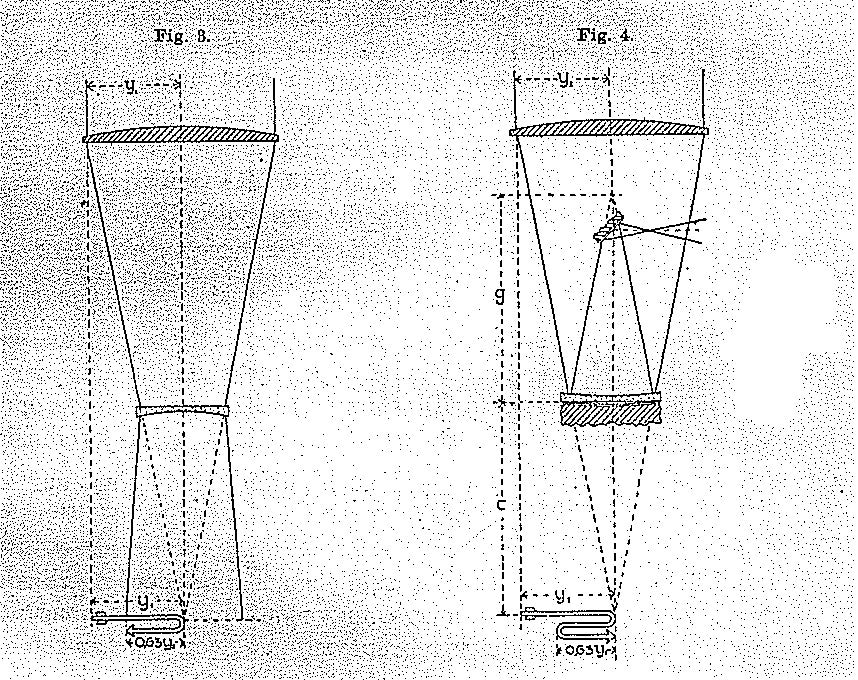
Technische Zeichnung für zwei Typen „Medial A, B“ (nach Schupmann 1899)
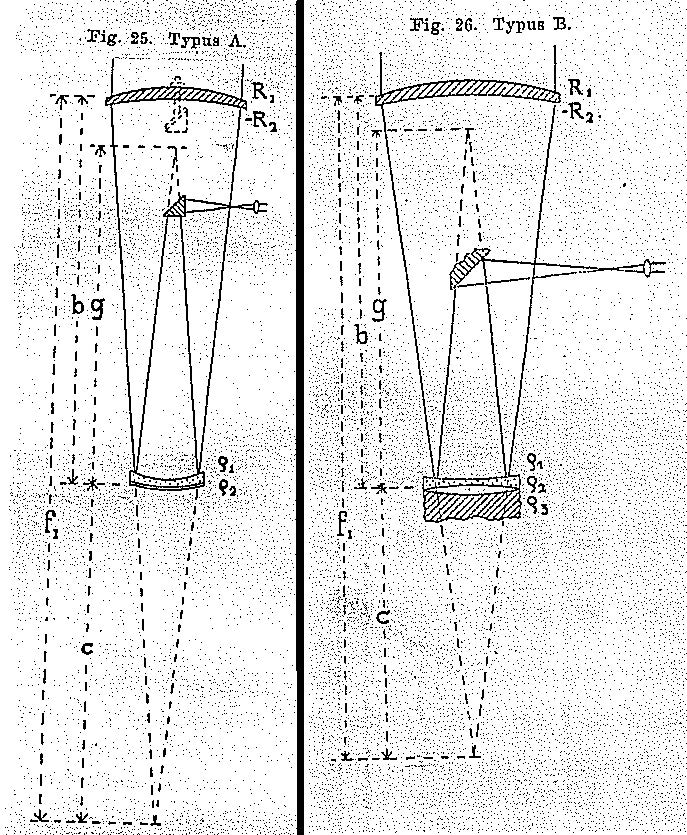
Technische Zeichnung für zwei Typen „verkürzte Medial A, B“ (von ihm auch „Brachymediale A, B“ genannt) nach Schupmann 1899

## Rathenower Riesenteleskop

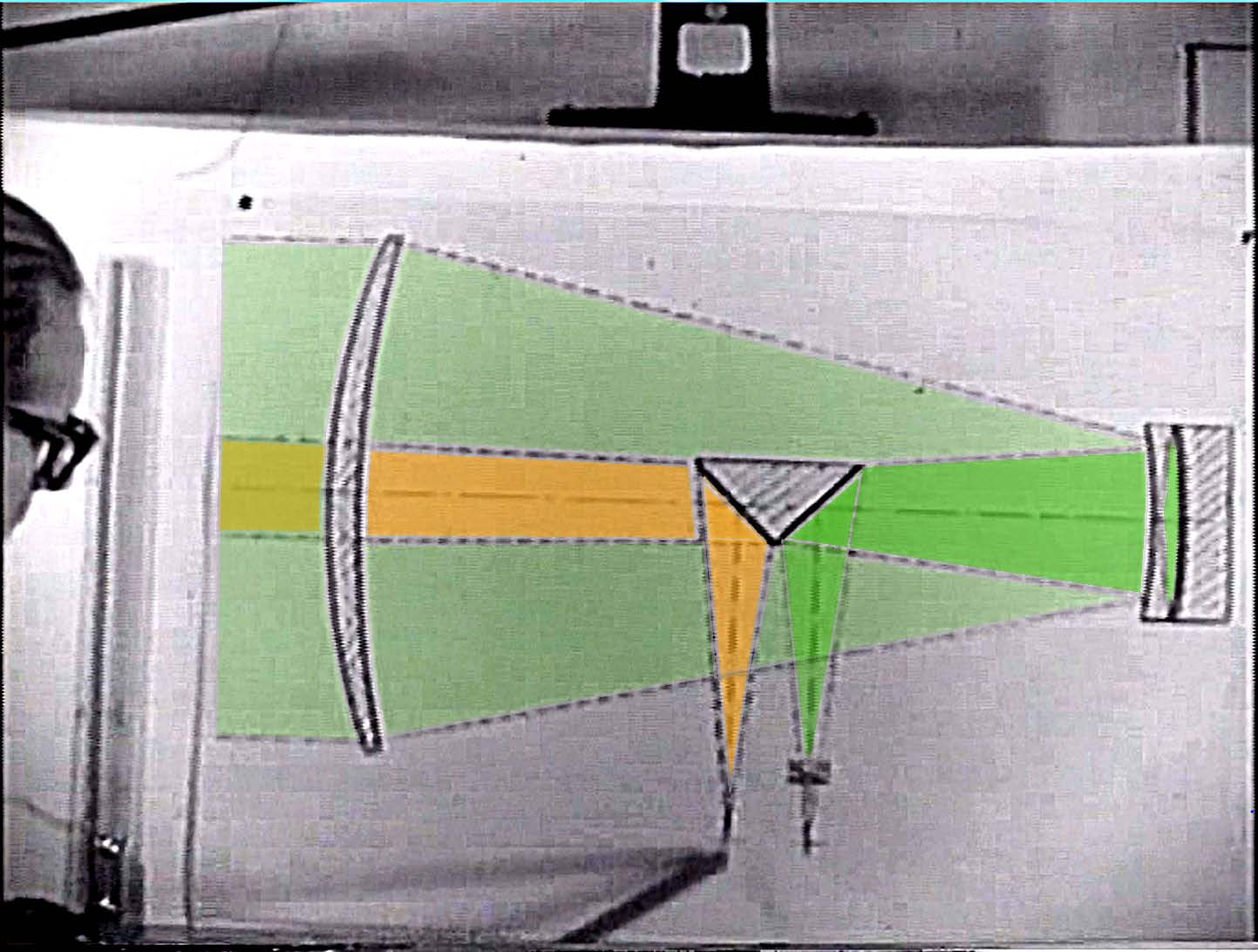
Kolorierte Zeichnung des Strahlengangs im Brachymedial von Edwin Rolf (links im Bild), aus seinem Amateurfilm: koloriert im Buch von Susanne M. Hoffmann (2015): grün ist der Strahlengang im Hauptrohr, orange der Strahlengang für den Sucher.

Das Rathenower Instrument ist ein Schupmann-Brachymedial Typ B. Das heißt, es besteht aus einer nicht achromatischen Kronglaslinse als Objektiv, so dass Rolf selbst von einem Refraktor spricht, Als Schupmann-Medial hat es aber ein Korrektursystem, bestehend aus bikonkaver Flintglaslinse und sphärischem Hohlspiegel am unteren Tubusende.
In der Mitte des Tubus befindet sich (ähnlich wie beim Newton-Spiegel) ein Umlenkprisma und an der Seite des Tubus ein Okular. Der Einblick in das Rohr erfolgt von einer kleinen überdachten Plattform in der Mitte des zigarrenförmigen Tubus. Beim Schupmann-Medial wird der chromatische Farbfehler der nicht achromatischen Objektivlinse erst durch die anderen Elemente im Strahlengang ausgeglichen.
Der Ingenieur und Amateurastronom Edwin Rolf hat es nach den Konzepten von Ludwig Schupmann gebaut. Abgesehen von der Farbfehlerfreiheit der Optik war aufgrund der Materialknappheit in der Nachkriegszeit auch der gefaltete Strahlengang des „verkürzten Medials“ ein immenser Vorteil. Bis zum Bau der Schwedischen Sonnensternwarte 2002 auf La Palma war das Rathenower Instrument das weltweit größte Instrument dieser Bauart.

### Forschungsgeschichte

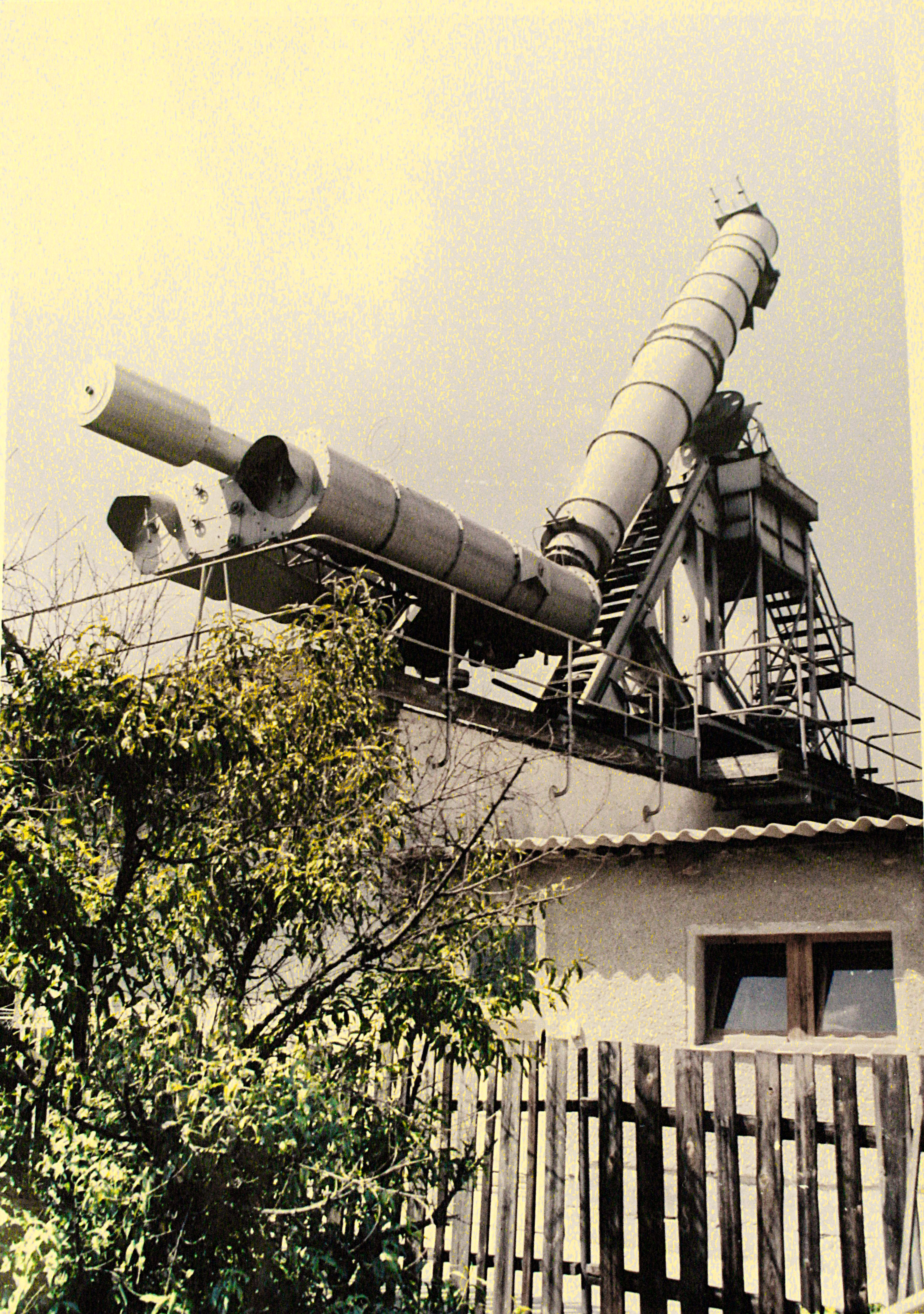
Die drei Riesenteleskope im Forschungsauftrag von Edwin Rolf in Rathenow für die Akademie der Wissenschaften

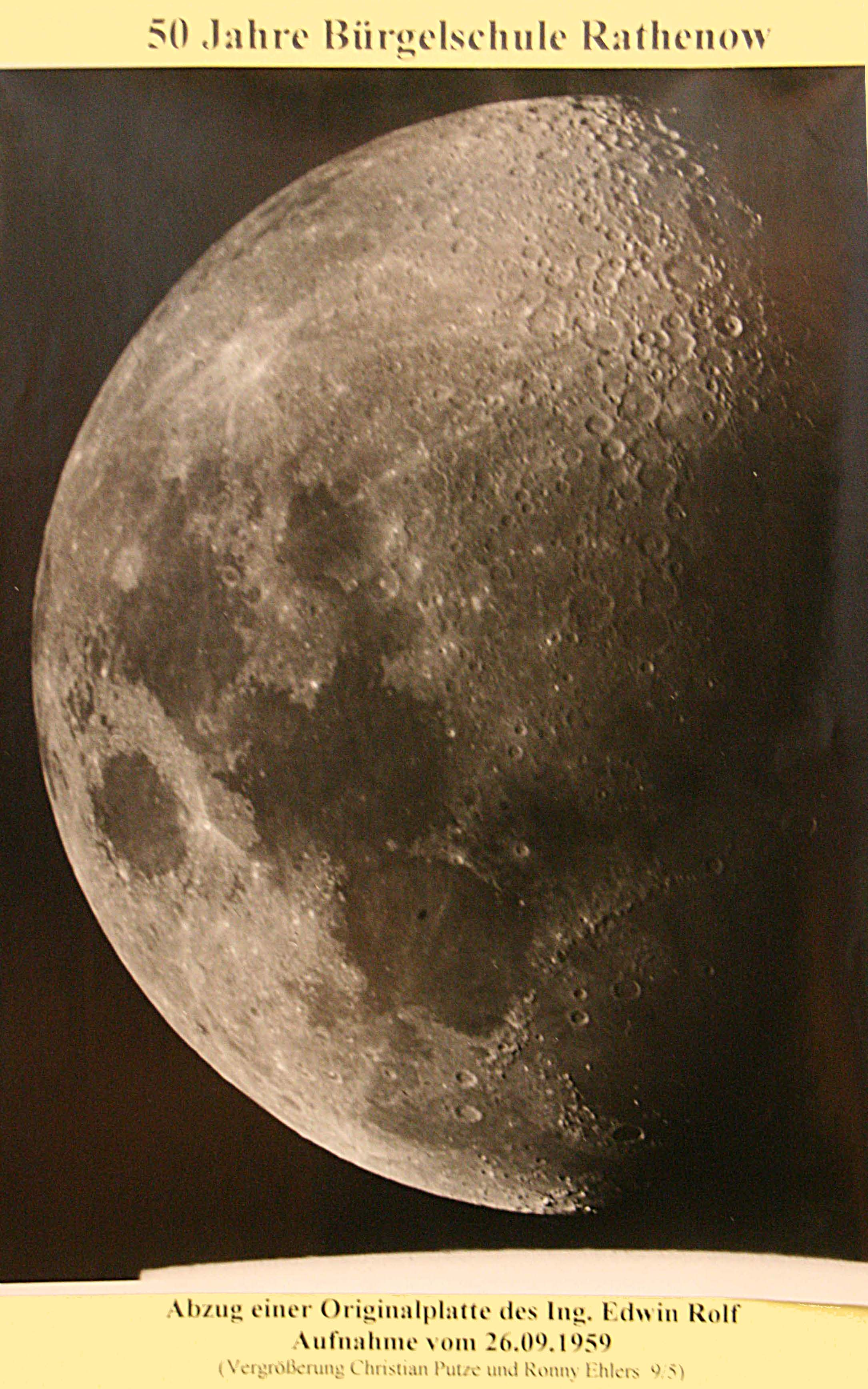
Abzug eines Mondfotos von Edwin Rolf: Als passpartou-gerahmtes Bild in einer Dankeskarte verschenkte er dies gern an seine Helfer und Freunde.

In Rathenow errichtete der aus Arnau im heutigen Tschechien stammende Edwin Rolf das Fernrohr von ca. 1949 bis 1953 aus eigenem Interesse in seinem Garten. Bei den Bauarbeiten ließ er sich gern von vielen Bürgern der Stadt helfen: Die Kesselschmiede fertigten z. B. die Tubusteile nach Feierabend und erhielten dafür später ein gerahmtes Mond-Foto, das durch das Riesenfernrohr aufgenommen worden war. Im Zusammenhang mit seinem optik-technischen Forschungsauftrag erhielt Rolf 1953 eine finanzielle Erstattung der Materialkosten durch die Akademie der Wissenschaften der DDR. Sein Auftrag war der Vergleich verschiedener optischer Systeme (vor allem Maksutov- und Schmidt-Kamera) zum Zweck der Entscheidung, welches Instrument in der geplanten neuen großen Sternwarte in Deutschland aufgestellt werden soll. Die Sternwarte, die letztlich in Tautenburg (Thüringen, heute Thüringer Landessternwarte) gebaut wurde, erhielt schließlich eine 2-m-Schmidtkamera, aber die Vorarbeiten für diese Entscheidung fanden bei Edwin Rolf in Rathenow statt.

### Technische Raffinessen
Neben der brillanten Idee, den „toten Strahl“, der bei einem Newton-Teleskop einfach am Lenkspiegel abprallen würde / geschluckt würde, für den Sucher zu nutzen, hat Edwin Rolf an und in seinem Brachymedial im Rahmen des Forschungsauftrags noch andere Details angebracht.
Der Tubus ist von oben durch eine Linse (Glas) verschlossen und von unten durch den Spiegel; es ist also eine in sich geschlossene Röhre mit eigenem Binnenklima. Da das Fernrohr im Freien steht und nicht unter einer Schutzhütte oder Kuppel, ist es dem Wetter ausgesetzt. Luftfeuchtigkeit, Temperatur und Aerosole verändern das Seeing im Tubus. Rolfs Fernrohr hatte daher einige Sensoren innen, so dass man von außen Luftfeuchtigkeit, Temperatur im Tubus messen konnte.
Besonders die Abgase der nahen Chemie-Industrie und Landwirtschaft um Rathenow verursachten in den 1950er und -60er Jahren oft sehr schlechte Luftverhältnisse in der Stadt. Rolf hatte daher nicht nur Vorrichtungen zum Messen, sondern auch zum Verändern des Tubus-Klimas eingebaut: Mit Exsikkatoren reinigte er die Tubusluft und mit einem Gebläse konnte er sie bei Bedarf tauschen.

## Denkmalschutz
Kurz vor seinem Tod wurde das Fernrohr von der Stadt Rathenow 1990 unter Denkmalschutz gestellt. Daher darf es die Stadt nicht verlassen.
Dennoch wurde es nach Ableben des Konstrukteurs verkauft und von der Stadt zurückgekauft. 1994 bis 1996 wurde es restauriert und stand bis 2008 auf dem Schulhof der heutigen Bruno-H.-Bürgel-Gesamtschule am Ostrand der Stadt. Seit Dezember 2008 befindet sich das Rathenower Brachymedial im Optikpark Rathenow (Gelände der ehemaligen Landesgartenschau).

## Technische Daten
- Öffnung: 70 cm (Platz 9 unter den Fernrohren mit großen Öffnungen weltweit)
- Brennweite: 20,80 m (Platz 2 nach dem „Riesenfernrohr“ in Berlin-Treptow)
- Tubuslänge: 10,15 m
- Höhe insgesamt: 11,50 m

Bemerkungen: Das Riesenfernrohr in Berlin-Treptow hat ebenfalls 70 cm Öffnung und 21 m Brennweite. Es ist ein klassischer Refraktor und daher ist der Tubus auch 21 m lang, während Rolfs Brachymedial eben nur gut 10 m lang ist (weniger als die Hälfte der Tubusbaulänge).